# 东旱坪遗址
东旱坪遗址，位于中国甘肃省武山县，为一个省级文物保护单位，类型为古遗址。
东旱坪遗址的历史年代为新石器时代至明。